# Partit Finlandès
Partit Finlandès (finès Suomalainen Puolue) fou un partit polític finlandès d'orientació fennòmana conservadora dins l'autònom Gran Ducat de Finlàndia i en la independent Finlàndia. El partit va néixer durant les reivindicacions lingüístiques finlandeses de la dècada del 1860. Els seus líders i ideòlegs foren Johan Vilhelm Snellman, Yrjö Sakari Yrjö-Koskinen, i Johan Richard Danielson-Kalmari. El seu òrgan era Suometar, després Uusi Suometar.

## Història
El partit es va començar a formar al voltant d'un nucli d'intel·lectuals fennòmans en la dècada de 1860, però va romandre durant dècades sense organització oficial. El seu objectiu principal era la millora de la situació de la llengua finesa, especialment el foment del seu ús en l'educació. A les sessions parlamentàries de 1877-1878 el partit va assolir un rol dirigent a la Dieta entre el clergat i la pagesia, que mantindrà fins a 1904.
En la dècada de 1880 el grup Jove Finlàndia, una facció que tenia una visió crítica amb Rússia, va augmentar en el si del partit i el 1894 va fundar el Partit Jove Finlandès finès. El Partit Finlandès buscà legitimitat als ulls de les autoritats imperials russes i va veure la cooperació amb Rússia com una manera d'impulsar les seves polítiques lingüístiques. Quan va començar la russificació el 1899, els joves finlandesos va defensar la resistència passiva mentre que el Partit Finlandès, sovint anomenat Vells Finlandesos (vanhasuomalaiset), amb el suport de la pacificació. Encara que sostenia que els drets dels finlandesos eren violats, es va posar èmfasi en la importància de mantenir les posicions oficials en mans fineses i temien que la resistència podria conduir a una major pèrdua d'autonomia.
A banda de la qüestió central de la llengua, el partit propugnava valors conservadors i recolzava moltes reformes socials, especialment durant el mandat de Danielson-Kalmari després de la mort d'Yrjö-Koskinen el 1903. Sobre qüestions econòmiques, el programa de 1906 va situar el partit en el centre polític, entre el Partit Socialdemòcrata de Finlàndia a l'esquerra i els Joves Finlandesos de la dreta. Després de la reforma parlamentària de 1906, el partit va ser sempre el major partit no socialista a les eleccions parlamentàries finlandeses de 1907 a les de 1917 i el segon més gran després dels socialdemòcrates. Tanmateix, van perdre escons a cada elecció, baixant de 59 diputats el 1907 a 32 el 1917.
Després de la independència de Finlàndia el desembre de 1917 i la Guerra Civil Finlandesa el 1918, la russificació ja no era un problema i la qüestió lingüística havia perdut molt de la seva importància en la política finlandesa. Les principals preocupacions del partit eren ara secundaris davant els objectius econòmics i constitucionals. Tot i que havia acordat l'establiment d'una forma republicana de govern abans de la guerra, ara el lideratge del partit va canviar per a donar suport a la monarquia. Els dirigents dels partits van veure la figura del rei com un baluard contra el socialisme i pensaven que l'elecció d'un príncep alemany com a monarca garantiria el suport militar de l'Imperi Alemany, però el pla va fracassar quan es va rendir Alemanya. El desembre de 1918, the party's supporters divided into two new parties, a majority going to the conservative, monarchist National Coalition Party and a minority to the liberal, republican National Progressive Party. [ 2 ] El desembre de 1918, els simpatitzants del partit es dividiren en dues parts, la majoria conservadora, monàrquica, fundà el Partit de la Coalició Nacional, i una minoria de liberals, el republicà Partit Nacional Progressista.

## Resultats electorals
| Any  | Vots           | %              | Escons   | +/- |
| ---- | -------------- | -------------- | -------- | --- |
| 1907 | 243 573        | 27,34%         | 59 / 200 | Nou |
| 1908 | 205 892        | 25,44%         | 55 / 200 | 4   |
| 1909 | 199 920        | 23,62%         | 48 / 200 | 7   |
| 1910 | 174 661        | 22,07%         | 42 / 200 | 6   |
| 1911 | 174 177        | 21,71%         | 43 / 200 | 1   |
| 1913 | 143 982        | 19,88%         | 38 / 200 | 5   |
| 1916 | 139 111        | 17,49%         | 33 / 200 | 5   |
| 1917 | Coalició SP-NP | Coalició SP-NP | 32 / 200 | 1   |

## Líders del partit
- Johan Vilhelm Snellman (1806-1881)
- Yrjö Sakari Yrjö-Koskinen (1830-1903)
- Johan Richard Danielson-Kalmari (1853-1933)
- Lauri Ingman (1863-1934)
- Juho Kusti Paasikivi (1870-1956)